# Runda torget
Runda torget (ukrainska: Кругла площа; ryska: Круглая площадь) är ett viktigt torg, landmärke och centrum i den ukrainska staden Poltava och är ett urbant monument av nationell betydelse.

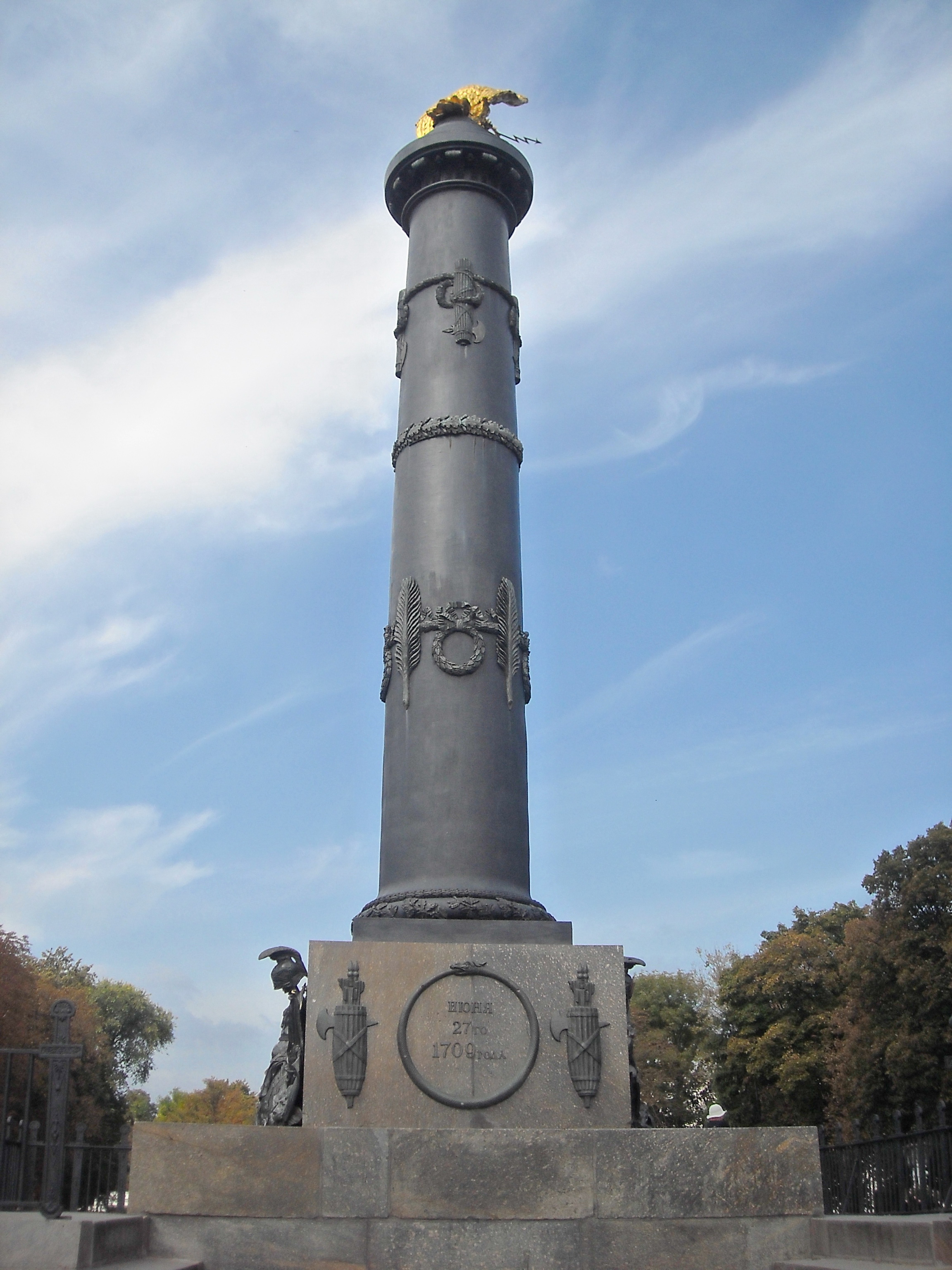
Minneskolonnen i mitten av torget.

Runda torget bildar genom ett holistiskt nyklassicistiskt ensemble ett cirkulärt område med en central park. Ursprungligen hette torget Olexanderivska (Олекса́ндрівська), efter den  ryske kejsaren Alexander I.
Grunden till torgets arkitektoniska ensemble med en diameter om 345 m och en yta på 93,500 m² lades mellan åren 1805–1841. Mellan åren 1840–1842 kantades den centrala delen av torget med träd och förvandlades i samma veva till en park med en ringväg och åtta radiella vägar. Denna delen är känd under namnet Oktoberparken (Жовтневий парк).
Nedanför torget återfinns idag ett köpcentrum. 

## Minneskolonn
I mitten av torget står en minneskolonn som restes till förmån för 100-årsminnet av slaget vid Poltava. Kolonnen invigdes den 27 juni 1811, och är över 16 meter hög. På ukrainska kallas den för Монумент Слави.
Kolonnen, som lät uppföras av den dåvarande lillryske generalguvernören Alexei Kurakin tillsammans med skulptören Ščedrin, står på en fästning modellerad och utrustad med 18 kanoner; sockeln består av grå granit. Vid kolonnens kulmen återfinns en kungsörn med vingar; denna ses bära en lagerkrans i sin näbb.

## Anmärkning
1. ↑  Ukrainskspråkiga Wikipedia har en artikel gällande kolonnen på Монумент Слави (Полтава)